# José Antonio Galán
José Antonio Galán (Charalá, Santander; ca. 1741-Santafé de Bogotá; 1 de febrero de 1782) fue un prócer neogranadino del siglo XVIII, sentenciado y muerto por participar y liderar en la Revuelta de los comuneros  en el entonces Virreinato de Nueva Granada.

"En el nombre de Dios, de mis mayores y de la libertad.  Ni un paso atrás, siempre adelante, y lo que fuere menester ¡qué sea!"
 -José Antonio Galán, en su juramento

Galán es una figura reconocida en la historia colombiana debido a la manera cómo fue ejecutado por las autoridades españolas. Su memoria se ha perpetuado como símbolo de la lucha de los grupos sociales más fuertes de la sociedad neogranadina y gran defensor de las etnias.

## Biografía
Nació en Charalá, un pueblo agricultor de la Provincia de Guanentá, en el actual departamento de Santander. Su origen era humilde, castizo, hijo de don Martín Galán, español pobre que anduvo por las tierras neogranadinas, de ascendencia gallega, hasta que contrajo matrimonio con una campesina llamada Paula Francisca Zorro, una mestiza con ascendencia guane.  su vida la dedicó a trabajar como jornalero, pero no llegó a poseer tierra propia. 

## Galán tras las capitulaciones de Zipaquirá
Galán pasó por Guaduas el 8 de junio, comandando un ejército de 200 a 300 hombres. Al llegar a Mariquita, el 16 de junio de 1781 contaba con 400 soldados armados con picas, espadas, lanzas, machetes y algunas armas de fuego. En esa población le dieron a conocer el contenido de las Capitulaciones de Zipaquirá. Galán opta por continuar la rebelión: El 18 de junio se tomó la hacienda de Malpaso y luego promovió la rebelión en la hacienda cacaotera de San Juan de la Vega, en el actual departamento de Cundinamarca. El 20 de julio, el jefe comunero salió victorioso de una emboscada que se le preparó luego que la Real Audiencia decretó su captura. En su campaña Galán favoreció el enfrentamiento interracial, con la destrucción de los instrumentos de tortura que se usaban en las grandes haciendas, y con la liberación de esclavos negros. Es significativa en la medida en que a la legitimidad de la monarquía invasora, se opuso la legitimidad ancestral del imperio más poderoso del sur del continente; resalta, además, el hecho de que hubiera sido apropiada en medio de un proceso insurreccional, por negros, indios, mestizos y blancos pobres, sectores sociales discriminados y que soportaban todo el peso del orden colonial.

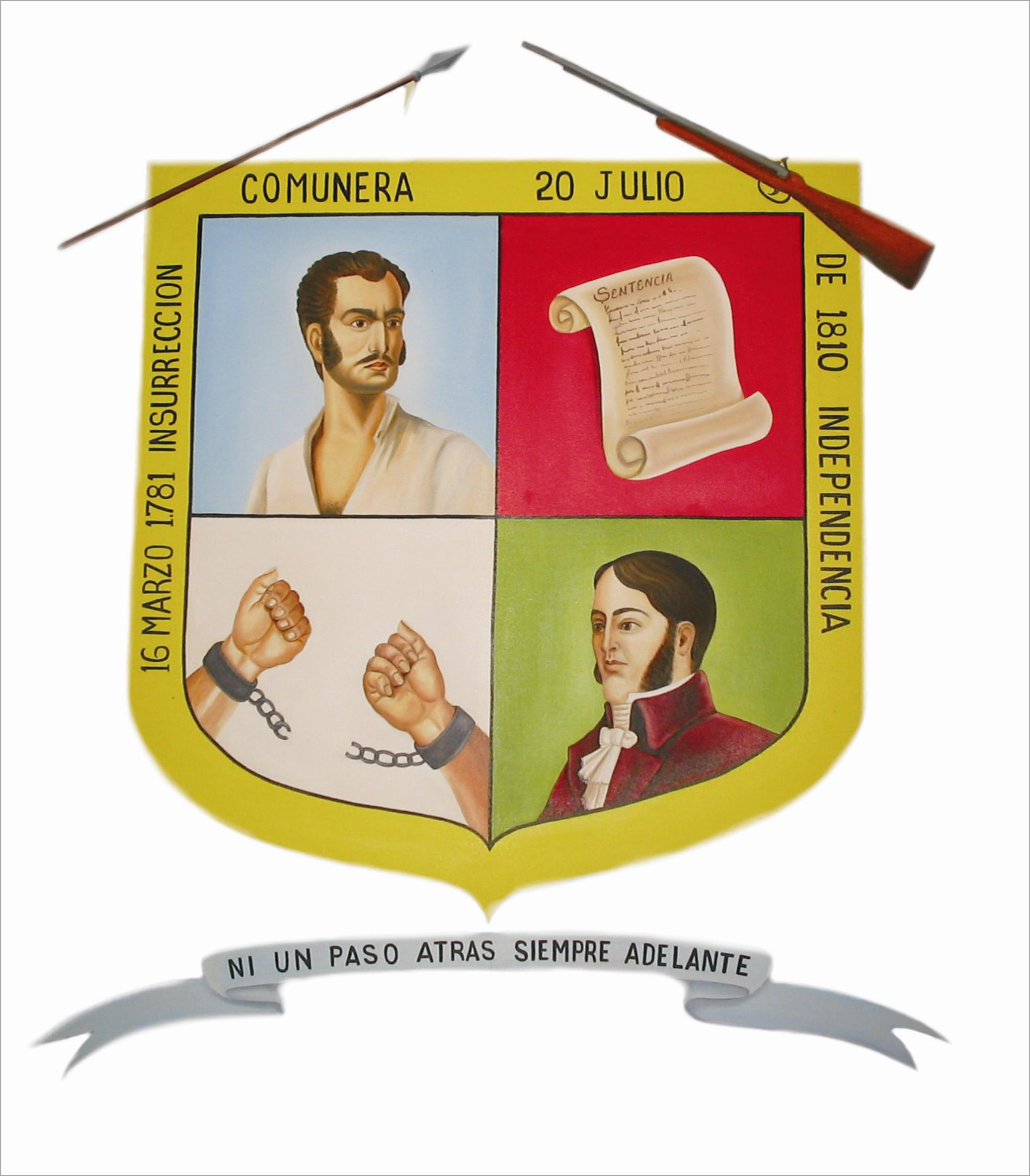
Escudo de armas de Charalá, pueblo natal de José Antonio Galán. Se resalta en él la figura del prócer, de la lucha comunera y de su sentencia a muerte.

El 26 de julio, Galán inició la retirada de la hoya del río Magdalena, al recibir una comunicación de un espía comunero que le informaba de la llegada a la Villa de Honda de las tropas realistas anunciadas. El 3 de agosto llegó a Zipaquirá, donde prorrumpió en insultos contra el corregidor Carlos de Burgos. En la primera quincena de agosto llegó a Chiquinquirá, donde se encontró con el dueño de la hacienda de San Juan de la Vega, aquella donde había liberado esclavos; el hacendado lo trató de azotar, mientras lo insultaba calificándolo de perro y ladrón. Galán se dirigió entonces hacia Santa Rosa de Cerinza, y el 2 de septiembre, a la parroquia de Mogotes cerca a su pueblo natal, donde contaba con sus más fieles adeptos. Allí conoció la inconformidad de los habitantes por las capitulaciones de Berbeo, considerando que la alta dirigencia del Común los había traicionado y que nada había cambiado. Por ello, las gentes de la región se habían manifestado en más de dieciséis tumultos, entre el 20 de junio y el 3 de septiembre, contra las autoridades, los capitanes del Común, la negociación en Zipaquirá y el posterior desconocimiento de las capitulaciones.
Galán no mantuvo ninguna esperanza sobre las supuestas diligencias del arzobispo Antonio Caballero y Góngora, quien había propuesto una tregua. Galán se preocupó por persuadir a sus aliados de no esperar a que concluyera la tregua propuesta por el prelado y con ella la llegada de tropas de Santafé. Ante la insistencia de esperar que culminaran los días de la tregua, el jefe del Común propuso que fuera el último día, el 10 de octubre, cuando se iniciara la movilización hacia la capital del Virreinato. Su plan consistía en concentrar ese día a comuneros de 15 parroquias pertenecientes a las jurisdicciones de Pamplona y Sogamoso para luego salir hacia Tunja y llegar a Guachetá, donde se reuniría con la otra división del ejército del Común, compuesta por gentes del Socorro y de San Gil, la cual debía seguir una ruta similar al desplazamiento que culminó con las capitulaciones. Y también fue un gran error de la historia.

## Captura, juicio y muerte
Galán aplazó la concentración para el 15 de octubre, y cuando se dirigía a Soatá a reclutar gente, fue apresado en el sitio de Chaguanete, en proximidades de Onzaga, antes de la medianoche del 13 de octubre. Tres días después, Galán y sus compañeros llegaron como prisioneros a la Villa del Socorro. Ningún herrero quiso colocarles y remacharles los grillos. El apresor, Salvador Plata, criollo de Santander, fiel a la corona y comerciante de la misma, tuvo que mandar que los hicieran sus esclavos. El juicio contra Galán y sus compañeros comenzó en los primeros días de noviembre y culminó con la sentencia del 30 de enero de 1782, en la Plaza mayor de Bogotá.
Se le condenó a la pena de muerte y al desmembramiento de su cadáver, se declaró infame su descendencia y perdió sus bienes:

... Condenamos al prisionero José Antonio Galán a que sea sacado de la cárcel, arrastrado y llevado al lugar del suplicio, donde sea puesto en la horca hasta cuando naturalmente muera; que, bajado, se le corte la cabeza, se divida su cuerpo en cuatro partes y pasado por la llamas (para lo que se encenderá una hoguera delante del patíbulo); su cabeza será conducida a Guaduas, teatro de sus escandalosos insultos; la mano derecha puesta en la plaza del Socorro, la izquierda en la villa de San Gil; el pie derecho en Charalá, lugar de su nacimiento, y el pie izquierdo en el lugar de Mogotes; declarada por infame su descendencia, ocupados todos sus bienes y aplicados al fisco; asolada su casa y sembrada de sal, para que de esa manera se dé olvido a su infame nombre y acabe con tan vil persona, tan detestable memoria, sin que quede otra que la del odio y espanto que inspiran la fealdad y el delito.
Sentencia de Muerte del 30 de enero de 1782.

## Homenajes
Varias instituciones educativas llevan su nombre en todo el país. Así como varios monumentos en El Socorro, Bucaramanga (Santander), Cali entre otros. Apareció en el billete de 1000 pesos colombianos en 1979.